# Мазик, Хуссейн
Хуссейн Мазик (араб. حسين مازيك‎; 1918, Итальянская Ливия — 12 мая 2006, Бенгази, Ливия) — ливийский государственный деятель, премьер-министр Королевства Ливия в 1965—1967 годах, министр иностранных дел Королевства Ливия в 1964—1965 годах, в 1952—1961 годах — губернатор Киренаики. Во время переворота 1 сентября 1969 года он находился за границей. Когда Хуссейн вернулся, он был привлечён к суду, приговорён к 10 годам лишения свободы в 1971 году. Был досрочно выпущен в 1974 году. Умер 12 мая 2006 года в своём доме в Бенгази, где провёл свои последние годы
1. ↑  https://studies.aljazeera.net/sites/default/files/articles/reports/documents/2011113072932155580Dr%20Ahmidas%20Libyan%20National%20Council.pdf